# Marquesado de Incisa
El Marquesado de Incisa (en italiano: Marchesato di Incisa) fue un señorío de la Casa de Aleramici en la parte meridional del Piamonte, en el norte de Italia, que existió entre los siglos XII y XVI.

## Historia
El castillo de Incisa es mencionado por primera vez en 984. El marquesado se originó a partir de Alberto del Vasto, un descendiente de los Aleramici quien había estado exiliado en el sur de Italia; aquí ayudó a Roger II de Sicilia contra la rebelión de un barón, y fue hecho conde de Gravina. Su hijo Alberto en 1161 obtuvo varios territorios cerca de Incisa. Murió en 1181 durante una batalla, en la que su hijo también fue gravemente herido; la esposa de Alberto, Domicela, actuó como regente. En 1189 Domicela encarceló a dos embajadores de la República de Génova, una hazaña que provocó que el emperador Enrique VI transfiriera sus feudos a Bonifacio I de Montferrato; sin embargo, Domicela fue capaz de mantener sus tierras mediante una alianza con la comuna de Asti.
En 1203 sus hijos menores Manfredo y Pagano obtuvieron Montaldo y Rocchetta, empezando la rama de Incisa di Rocchetta. Durante las guerras angevinas en el Piamonte en el siglo XIV, el marquesado de Incisa se encontró a sí mismo en una peligrosa situación, viéndose obligado a reconocer la autoridad de Montferrato. En el siguiente siglo su política osciló entre la alianza con Montferrato o con los Visconti de Milán. En 1428 el marqués Petrino luchó con Milán contra Amadeo VIII de Saboya.
En 1497 Oddone de Incisa pudo recuperar el control sobre todo el marquesado, que había sido previamente dividido en diferentes ramas de la familia. En 1513 se alió con Carlos II de Saboya para alcanzar la investidura como marqués de Montferrato; sin embargo, fue descubierto, e Incisa fue asediada y fácilmente capturada en 1514 por Guillermo IX de Montferrato. Oddone y su hijo Badone fueron ejecutados en Nizza della Paglia. Después de una disputa con el emperador, Incisa fue anexionada por Montferrato en 1518. El marquesado fue devuelto a los Incisa en 1548, con Giangiacomo. Este murió en 1545, siendo sucedido por su primo Boarello II. Este último renunció a Incisa en 1548 a cambio de los territorios de Camerana y Gottasecca en favor de la familia Gonzaga de Milán, quienes en ese tiempo también eran marqueses de Montferrato.